# 尼姆—蒙彼利埃繞道

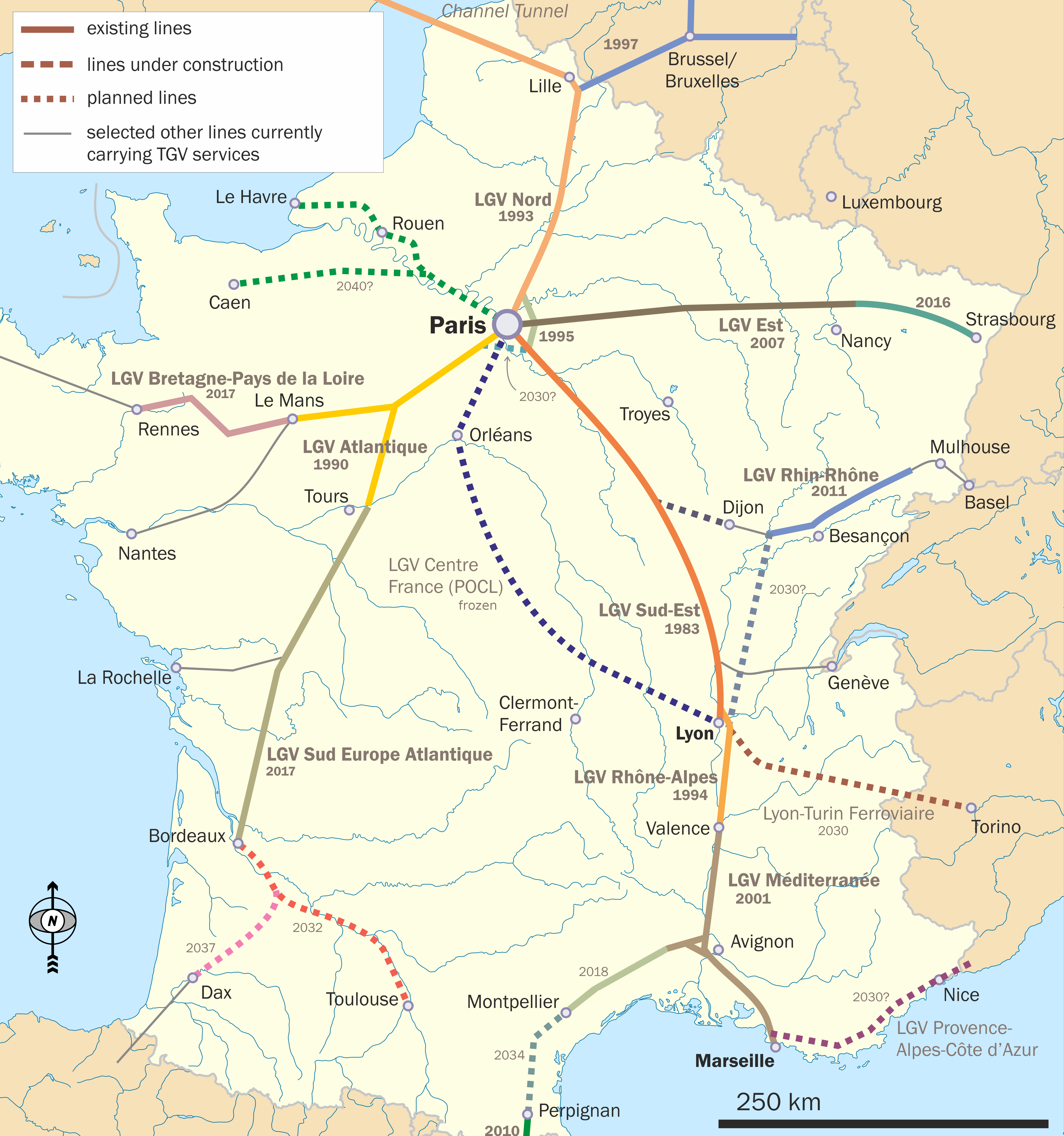
TGV全圖，顯示尼姆－蒙彼利埃繞道與其他路線的連接

尼姆－蒙彼利埃繞道（法語：Contournement Nîmes-Montpellier）是一條高速鐵路，位於法國南部，繞過尼姆和蒙彼利埃。2017年12月10日開行貨運列車。2018年7月8日，此線開行客運列車。

## 走線
此線預計是客货共线铁路，同時由TGV列車和貨運列車使用，並與法國高速鐵路地中海線連接，並向西南延伸，更接近佩皮尼昂－菲格雷斯高速鐵路。尼姆和蒙彼利埃附近會興建兩座新的TGV車站，兩城已有的鐵路車站無法應付TGV預期的容量。然而不尋常地，RFF負責興建車站，連接TER網絡和蒙彼利埃電車。
主線全長60公里，另有10公里聯絡線連接羅納河以西的貨物鐵路線，另有三處與傳統鐵路交匯。

## 外部連結
- 計劃網站 （页面存档备份，存于）